# Feiza Ben Aïssa
Feiza Ben Aïssa (* 7. August 1963) ist eine tunesische Tischtennisspielerin. Sie nahm an den Olympischen Spielen 1988 und 1992 teil.

## Werdegang
Bei den Olympischen Spielen 1988 in Seoul trat Feiza Ben Aïssa im Einzelwettbewerb an. Dabei blieb sie ohne Sieg, allerdings musste sie fünf Niederlagen hinnehmen. Damit verpasste sie den Einzug in die Hauptrunde und landete auf dem geteilten letzten Platz 41. Auch 1992 in Barcelona gelang ihr sowohl im Einzel als auch im Doppel mit Sonia Touati kein Sieg, allerdings gingen drei Spiele verloren. Dies führte im Einzel auf den geteilten letzten Platz 49 und im Doppel auf den geteilten letzten Platz 25.

## Spielergebnisse bei den Olympischen Spielen
- Olympische Spiele 1988 Einzel in Vorgruppe C[1]
  - Siege: -
  - Niederlagen: Chen Jing (China), Insook Bhushan (USA), Valentina Popova (Sowjetunion)
- Olympische Spiele 1992 Einzel in Vorgruppe C[2]
  - Siege: -
  - Niederlagen: Hyeon Jeong-Hwa (Südkorea), Lotta Erlman (Schweden), Polona Frelih (Slowenien)
- Olympische Spiele 1992 Doppel mit Sonia Touati in Vorgruppe D[3]
  - Siege: -
  - Niederlagen: Li Bun-Hui/Yu Sun-Bok (Nordkorea), Jaroslava Mihočková/Marie Hrachová (Tschechoslowakei), Lotta Erlman/Marie Svensson (Schweden)